# Nizozemský gulden

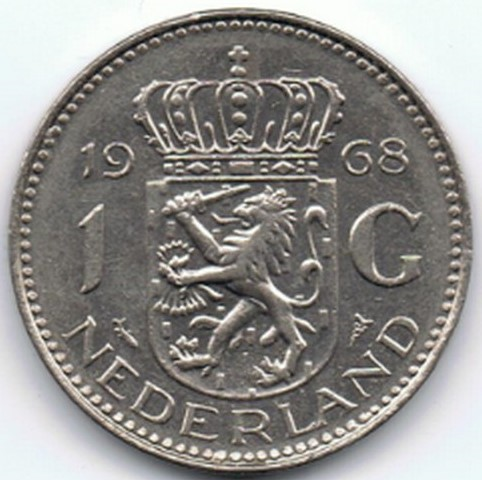
Jeden nizozemský gulden z roku 1968.

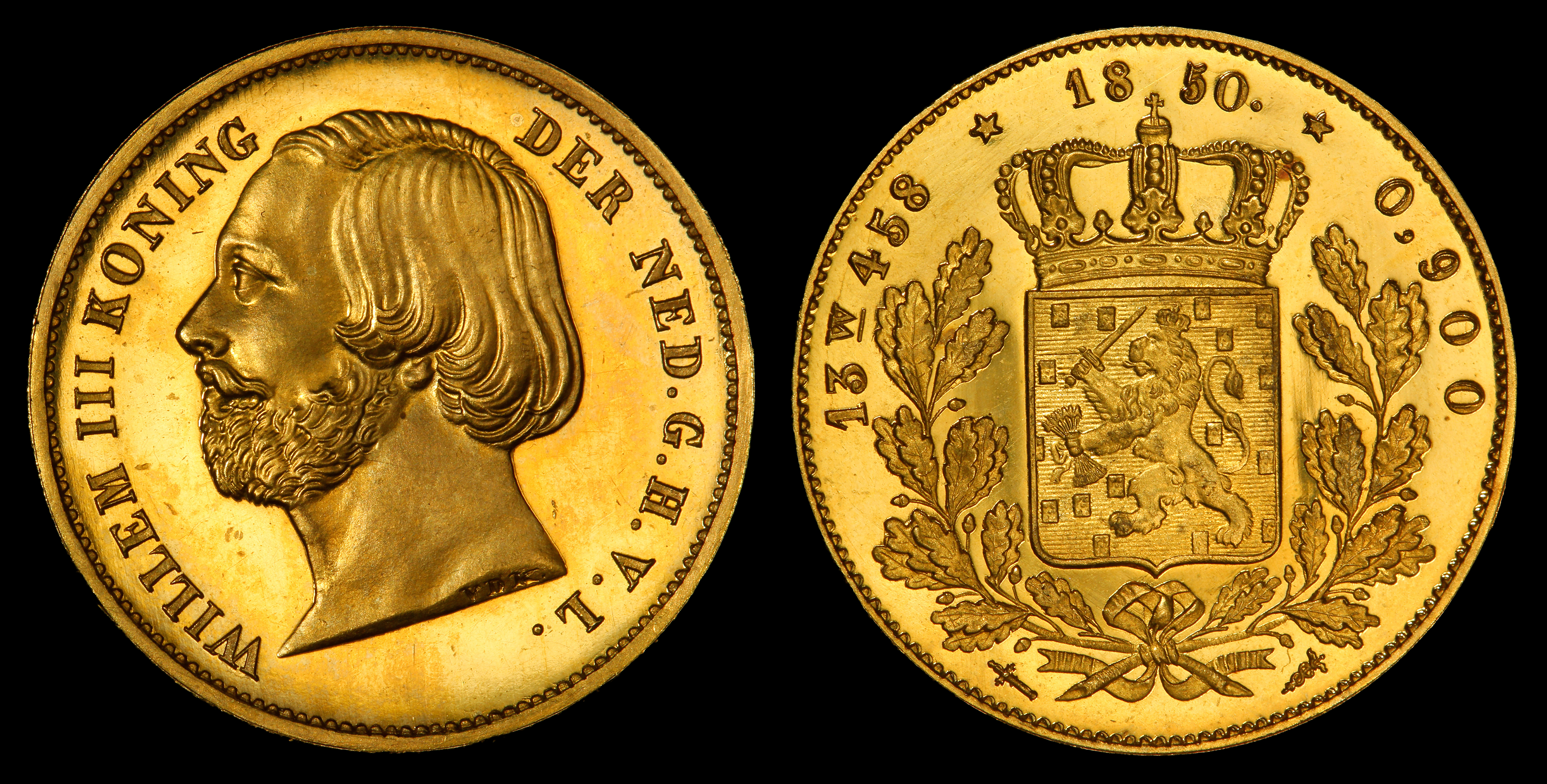
Dvacet nizozemských guldenů z roku 1850. Na minci je znázorněn Vilém III. Nizozemský.

Nizozemský gulden byl oficiální měnovou jednotkou Nizozemského království od roku 1816 až do 31. prosince 2001 a 1. ledna 2002 byl nahrazen eurem.
Mince i bankovky vydávala De Nederlandsche Bank (Nizozemská banka), která je vyměňovala za eura až do 1. března 2012. Banka byla založena v roce 1814 jako akciová společnost a sídlo má v Amsterdamu. Jediným akcionářem banky je od 23. dubna 1948, kdy byla znárodněna, stát. ISO 4217 kód měny byl NLG.

## Mince
Nizozemský gulden (nizozemský výraz pro zlatý) se dělil na 100 centů. Poslední emise oběžných mincí vyšla v roce 1982 po nástupu královny Beatrix na trůn a naposledy byla doplněna v roce 1987 nominálem 5 guldenů, který zpočátku obíhal společně s bankovkou téže hodnoty. Mince byly vydávány v hodnotách 5, 10 a 25 centů a 1, 2,5 a 5 guldenů. Na líci všech mincí byl stylizovaný portrét královny Beatrix a na rubu geometrický tvar s výraznou číslovkou nominální hodnoty: 5 a 10 centů s pěti svislými čarami, 25 centů a 1 gulden s pěti svislými a vodorovnými čarami, které vytvářely kolem hodnoty čtverec a 2,5 a 5 guldenů jsou doplněny ještě pěti úhlopříčnými čarami.

## Bankovky
Nejnižší hodnota nizozemské bankovky byla 5 guldenů. Poslední série byla dána do oběhu v roce 1973 a obíhala vedle mince téže hodnoty. Poslední emise bankovek byla vydána v roce 1989 a byly známé svým futuristickým zjevem, kde se střídaly různé barevné geometrické motivy. Bankovky byly vydány v hodnotách 5, 10, 25, 50, 100, 250 a 1000 guldenů.